# Béclan
Le béclan est un cépage français de raisins rouges.

## Origine et répartition géographique
Il provient du Jura.
Il est classé autorisé dans le département Jura. En 1998, il couvrait moins de 10 hectares contre 400 à 500 ha à la fin du XIXe siècle.
De petites plantations sont connues aux États-Unis.
Dans le Jura, on l'appelle aussi petit béclan pour le distinguer du gros béclan qui est le peloursin.

## Caractères ampélographiques
- Extrémité du jeune rameau épanoui, faiblement duveteux blanc à liseré carminé.
- Jeunes feuilles aranéeuses, bronzées.
- Feuilles adultes, orbiculiares à cinq lobes avec des sinus latéraux à fonds aigus, un sinus pétiolaire en lyre, des dents ogivales et moyennes, un limbe légèrement pubescent en dessous.

## Aptitudes culturales
Ce cépage débourre quelques jours après le Chasselas et sa maturité est de deuxième époque hâtive: 10 - 12 jours après le Chasselas.
C'est un cépage de bonne vigueur mais de faible productivité.

## Potentiel technologique
Les grappes sont de taille petite et les baies sont petites. La grappe est cylindrique et compacte. Le cépage est sensible au mildiou et aux gelées d'hiver et un peu moins sensible à l'oïdium et à la pourriture grise.
Il donne un vin rouge très coloré et alcoolique.

## Synonymes
Le béclan est aussi connu sous les noms de baccalan, baclan, baclans, becclan, beikian, beitrian, durau, dureau, duret, margillin petit, petit béclan, petit dureau, petit margillin, roussette noire, saunoir, saut noir, sceau noir, séaut noir, suessschwarz.